# Marcin Fabiański
Marcin Teodor Fabiański (ur. 1956) – polski historyk sztuki, profesor nauk humanistycznych. W latach 1997–2020 wicedyrektor Zamku Królewskiego na Wawelu – Państwowych Zbiorów Sztuki.

## Życiorys
Ukończył historię sztuki na Uniwersytecie Jagiellońskim. Uzyskał następnie stopień doktora, habilitował się w 1995 na Uniwersytecie Jagiellońskim na podstawie rozprawy zatytułowanej Correggio and Sacra Conversazione. W 2000 otrzymał tytuł profesora nauk humanistycznych. W 1982 został pracownikiem naukowym Instytutu Historii Sztuki UJ, w którym doszedł do stanowiska profesora zwyczajnego.
W 1997 objął stanowisko wicedyrektora ds. konserwatorsko-technicznych Zamku Królewskiego na Wawelu, pełnił tę funkcję do 2020. Został członkiem Komisji Historii Sztuki Polskiej Akademii Umiejętności oraz Społecznego Komitetu Odnowy Zabytków Krakowa (SKOZK).
Specjalizuje się w historii sztuki nowożytnej, zajmuje się w swoich badaniach głównie architekturą i malarstwem (w szczególności włoskim i ich wpływom w Polsce), jak również ikonografią sztuki nowożytnej i dziejami muzeów.

## Odznaczenia i wyróżnienia
- Krzyż Kawalerski Orderu Odrodzenia Polski (2010)[4]
- Nagroda Krakowska Książka Miesiąca za wydaną przez Wydawnictwo Literackie książkę Złoty Kraków (2010)

## Wybrane publikacje
- Correggio and sacra conversazione, Kraków 1994.
- Spranger and Romanino: a new light on the Rudolphine artist, Warszawa 1993.
- O genezie architektury pałacu Krzyżtopór w Ujeździe i jego dekoracji, Warszawa 1996.
- Correggio's erotic poesie, Kraków 1998.
- An unpublished Italian drawing from the early 17th century, Milano 1999.
- Trzy włoskie obrazy dewocyjne w zbiorach Muzeum Uniwersytetu Jagiellońskiego, Kraków 2000.
- Przewodnik po architekturze Krakowa, Kraków 2001 (wspólnie z Jackiem Purchlą).
- Historia architektury Krakowa w zarysie, Kraków 2001 (wspólnie z Jackiem Purchlą).
- Zamek królewski na Wawelu: sto lat odnowy (1905–2005), Kraków 2005 (wspólnie z Pawłem Dettloffem i Andrzejem Fischingerem).
- Dzieje budowy renesansowego zamku na Wawelu około 1504–1548, Kraków 2009 (wspólnie z Andrzejem Fischingerem).
- Złoty Kraków, Kraków 2010.